# Убивство Джорджа Флойда
Джордж Флойд (англ. George Floyd) — афроамериканець, який загинув 25 травня 2020 року, після того як поліцейський із Міннеаполісу Дерек Шовін притиснув йому коліном шию, тримавши її понад 8 хвилин, поки Джордж лежав обличчям до землі. Офіцери Томас Лейн та Дж. Александер Куенг також допомогли тримати Флойда, тоді як офіцер Ту Тао стояв поруч і дивився. Інцидент трапився під час арешту Флойда в Поудергорні, Міннеаполіс, штат Міннесота, і був записаний на відео телефонами кількох спостерігачів. Відеозаписи, на яких Флойд неодноразово говорив: «Я не можу дихати», швидко розповсюдили в соціальних медіа та транслювали ЗМІ. Чотирьох причетних офіцерів було звільнено наступного дня.
Федеральне бюро розслідувань почало розслідування інциденту на прохання Міннеаполіського департаменту поліції, в той час як Бюро кримінального переслідування Міннесоти (БКА) розслідує, чи були можливі порушення статутів Міннесоти.
Вбивство Флойда порівнювали із вбивством Еріка Гарнера 2014 року, неозброєного чорношкірого чоловіка, який повторював «Я не можу дихати» і якого задушили офіцери, що проводили арешт.

## Учасники інциденту
- Джордж Флойд — 46-річний афро-американець[2]. Уродженець Х'юстона, штат Техас, жив у парку Сент-Луїс, штат Міннесота, і працював там охоронцем[8][9].
- Дерек Шовін, 44 роки, ветеран поліції Міннеаполісу з 19-річним стажем. Шовін притискав Флойда до землі, ставши йому на шию[10]. Він до цього тричі відкривав вогонь по людях, одного разу вбивши людину.[11][12]
- Ту Тао пройшов службу в поліцейській академії 2009 року, був прийнятий на посаду 2012 року. 2017 року Тао був відповідачем у справі щодо надмірного застосування сили у позові, який було закрито поза судом за 25 000 доларів.
- Томас Лейн та Дж. Александер Куенг, офіцери, яких було ідентифіковано 27 травня[13]. Вони не з'явилися на відео, але були звільнені внаслідок інциденту[7].

## Події

### Арешт та заяви поліції
Незабаром після 20:00 25 травня, в День пам'яті, співробітники відділу поліції Міннеаполісу вирушили на перевірку «заворушення» на проспекті Чикаго на півдні міста Міннеаполіс. За даними ЗМІ, Флойд намагався використати підроблені документи в магазині. За даними поліції, Флойд знаходився у машині і «був під дією речовин». Речник поліції заявив, що офіцери наказали йому вийти з авто, і він почав чинити опір. Відео із нагрудних-відеореєстраторів офіцерів підтвердило, що Флойд чинив спротив затриманню..

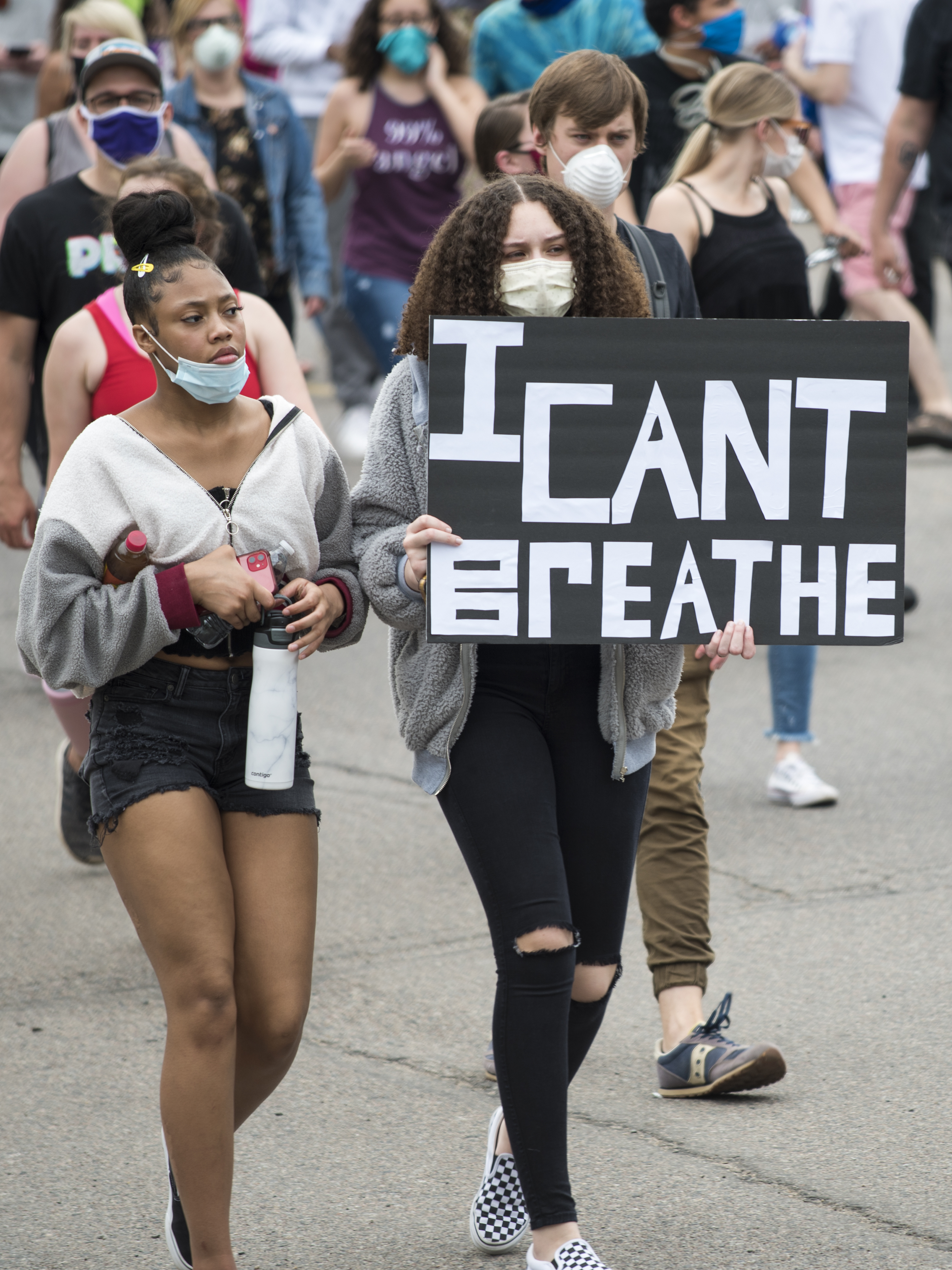
Протести 26 травня

За даними поліції штату Міннеаполіс, офіцери одягли на підозрюваного кайданки й зазначили, що він, можливо, поранений. Вони викликали швидку допомогу. За даними пожежної частини Міннеаполісу, швидка перевозила Флойда, намагаючись врятувати його. Чоловіка доставили до медичного центру округу Хеннепін, де лікарі підтвердили його смерть. Згідно із заявою поліції штату Міннеаполіс, в інциденті не використовувалася зброя.

### Відео про арешт
Перед публікацією повного відео із нагрудних-відеореєстраторів офіцерів, частину арешту було знято спостерігачем і опубліковано на Facebook Live. На початку відео Флойда вже було притиснуто обличчям до землі, а офіцер Шовін тримав коліно на його шиї. Флойд неодноразово каже Шовіну: «Будь ласка» та «Я не можу дихати», одночасно стогнучи і ридаючи. Невідома особа за кадром говорить поліцейським: «Ви його вже затримали. Дайте йому можливість дихати».
Після того, як Флойд каже: «Я скоро помру», Шовін наказує Флойду «розслабитись». Поліція запитує Флойда: «Що ти хочеш?» Флойд повторює: «Я не можу дихати» та продовжує: «Будь ласка… коліно на моїй шиї, я не можу дихати». Поліцейські наказують Флойду «встати і сісти в машину», на що той відповідає: «Я так і зроблю… Я не можу рухатись». Флойд також кричить: «Мамо!» Флойд протестує: «Болить живіт, болить шия, болить все», і просить води. Поліція не реагує на це. Флойд благає: «Не вбивай мене».

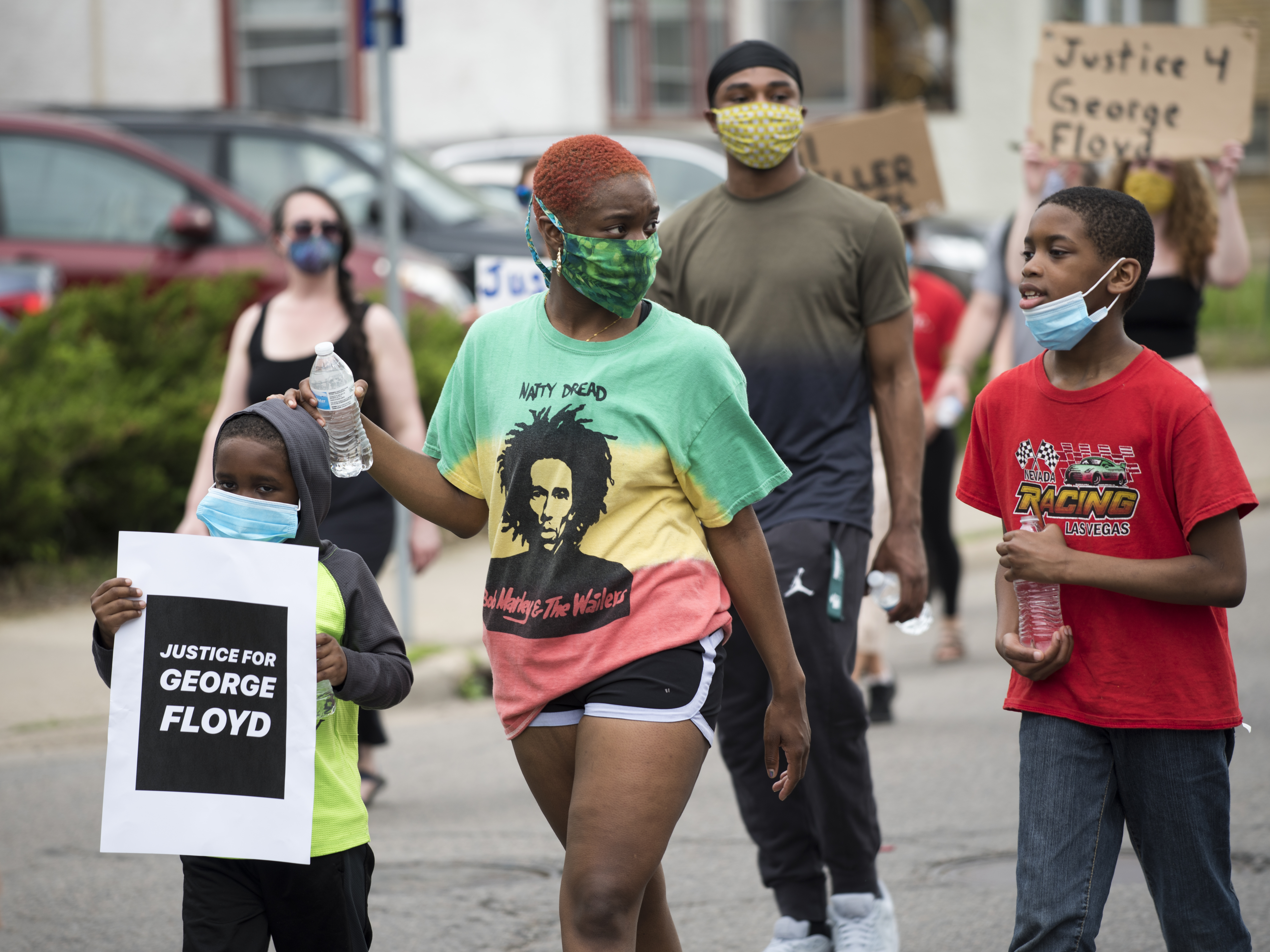
Протести 26 травня

У Флойда йде носом кров. Ще один спостерігач повідомляє поліції, що Флойд не чинить опору арешту. Поліція повідомляє сторонам, що Флойд «сказав, що почувається добре», натомість спостерігач заявляє, що Флойд «не в порядку».
Зрештою Флойд перестав рухатись, але Шовін не прибирає коліна з його шиї. Спостерігачі просять прибрати коліно і перевірити пульс Флойда. Голос за кадром питає: «Вони його вбили?»
Зрештою прибула швидка допомога; Шовін досі тримав коліно, поки швидка медична допомога не поклала Флойда на носилки. Флойда завантажують у швидку допомогу і відвозять. Спостерігач за кадром каже, що поліція «просто вбила» Флойда. Шовін тримав коліно на шиї Флойда принаймні сім хвилин, включаючи 4 хвилини після того, як Флойд перестав рухатися.

## Розслідування
Того ж дня Федеральне бюро розслідувань оголосило, що почало розслідувати інцидент. Кадри з нагрудних відеореєстраторів офіцерів передали до бюро кримінального переслідування Міннесоти. Адвокат Бенджамін Крамп взявся представляти сім'ю Флойда.
1 червня було проведено повторну експертизу тіла Джорджа Флойда, після чого було офіційно оприлюднено причину смерті. Незалежна судмедекспертиза, замовлена родиною Флойда, показала, що він помер внаслідок кардіопульмонального шоку (зупинка серця і дихання).
Лікарі зробили висновок, що Флойд помер через відсутність притоку крові до мозку через стиснення шиї та спини поліцейським.
6 липня поліція випустила Ту Тао, одного з обвинувачених у справі про вбивство Флойда під заставу розміром 750 тис. $. Поліцейський звинувачується в пособництві та підбурюванні до вбивства.

## Наслідки
26 травня начальник поліції штату Міннеаполіс Медарія Аррадондо оголосила, що офіцерів відправили у відпустку. Пізніше того ж дня чотирьох з них звільнили.

### Вшанування пам'яті та протести

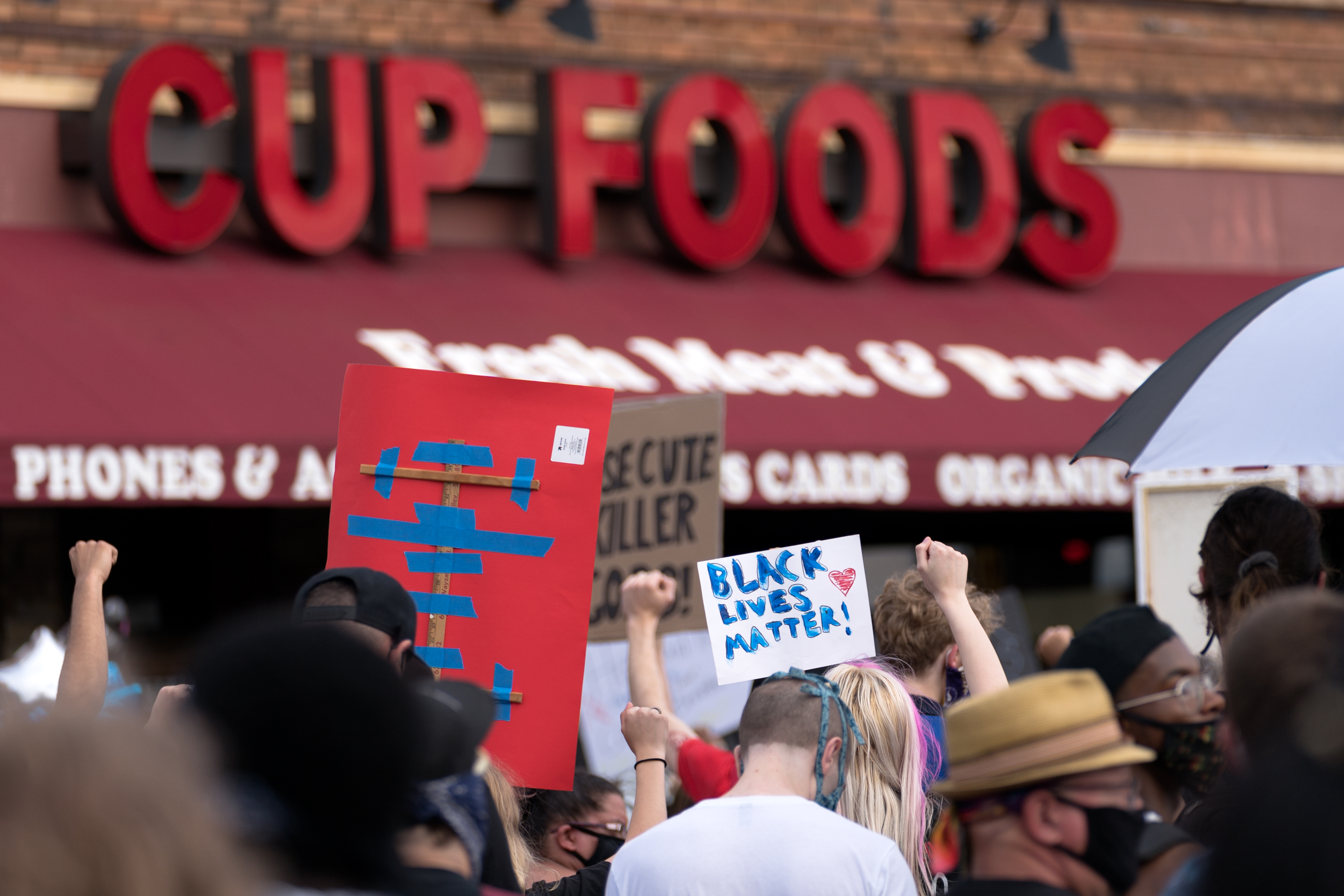
Протестувальники на місці вбивства Флойда, 26 травня

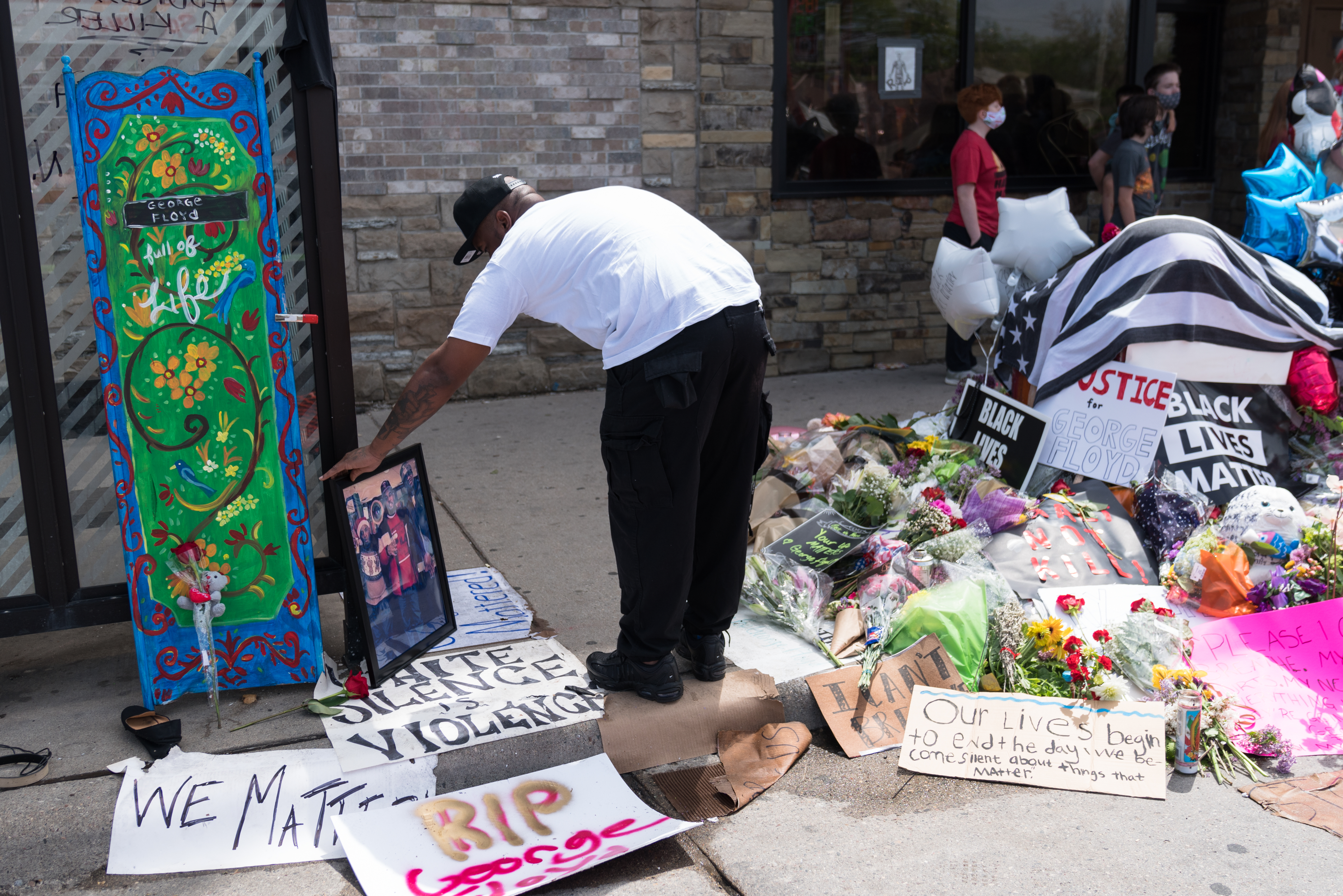
Місце, де стався інцидент, 27 травня

26 травня автобусна зупинка на місці загибелі Флойда на Чиказькому проспекті стала імпровізованою пам'яткою йому з плакатами і згадками руху Black Lives Matter. Натовп з тисяч людей пройшов до третього округу поліції Міннеаполісу.
Протест почався мирно, але згодом переріс у сутички, поліцейську ділянку облили фарбою та закидали камінням. Після маршу невелика група протестувальників почала громити 3-й відділок поліції. Близько 20:00 поліцейські в екіпіровці спецназу обстріляли натовп пакетами з піском і хімічними реактивами.
Протести тривали в середу, 27 травня, в тому числі на Чиказькому проспекті та біля дільниці. З 18:00 поліція почала розгортати хімічні газові бомби та стріляти по протестувальниках гумовими кулями. Під час протестів одна людина була застрелена, поліція затримала одного підозрюваного.
Акції протесту відбулися в Лос-Анджелесі 27 травня, де 500—1000 протестувальників блокували обидва напрямки траси І-5 поблизу міста. Мітингувальники ненадовго затримали авто дорожньої поліції в Каліфорнії.
10 червня Флойда було поховано з великими почестями.

## Реакції

### Друзі та родина Флойда
Наречена Флойда Куртені Росс сказала: «Не можна побороти вогонь вогнем. Усе просто горить, і я бачила це весь день: люди ненавидять […]. [Флойд] цього би не хотів. […] Він би пробачив […]».
Двоюрідний брат Флойда та двоє братів розповіли про інцидент в інтерв'ю CNN.

### Політичні наслідки
Мер Міннеаполісу Джейкоб Фрей відреагував на інцидент, заявивши: «Бути чорним у США не повинно бути смертним вироком. П'ять хвилин ми спостерігали, як білий офіцер притискав коліном шию чорного чоловіка… Коли ви чуєте, як хтось кличе на допомогу, ви повинні допомогти».
Кандидат у президенти Джо Байден заявив у Twitter: «Джордж Флойд заслужив кращого, а його сім'я заслуговує справедливості. Його життя мало значення… ФБР має провести ретельне розслідування».
Президент Дональд Трамп також засудив напад у Twitter, заявивши, що він попросив ФБР провести ретельне розслідування.

### Установи
Університет штату Міннесота оголосив, що обмежує зв'язки з Міннеаполіським відділом поліції після інциденту. Це передбачало, що він більше не буде укладати договори з місцевим відділом поліції для надання допомоги у великих заходах.
Місцева влада Міннеаполіса вирішила запровадити нову модель громадської безпеки, а також повністю розформувати поліцейське управління після вбивства Флойда.